# 島田紳助
島田 紳助（しまだ しんすけ、1956年〈昭和31年〉3月24日 - ）は、日本の元お笑いタレント、漫才師、司会者、歌手、俳優、作詞家、プロデューサー。本名は長谷川 公彦（はせがわ きみひこ）。京都府京都市南区出身。

## 概要
1977年に漫才コンビ「島田紳助・松本竜介」を結成。1985年の解散後は芸能界を引退する2011年まで数多くの番組で総合司会、プロデューサーとして活躍した。2011年8月23日に暴力団関係者との交際の発覚を理由に芸能界を引退した。1974年から2011年の芸能界引退時まで吉本興業（よしもとクリエイティブ・エージェンシー）に所属した。

## 略歴

### 芸能界入りまで
父親が国鉄職員（南満州鉄道の職員歴もある）の家庭に生まれ育つ。自らの著書『いつも心に紳助を』では、「鳩のように真面目で温厚な性格で、同じ時間に出社して、同じ時間に帰ってきて、同じ時間に寝る毎日だった。また自分が警察に補導されても『話し合いで解決できる』と言って一度も激怒しなかった」と振り返っている。
小学3年生の時から家庭教師が雇われるなど、勉学に勤しむ家庭環境だったが、大谷高校時代は全く学校に馴染めずに中学・高校は不良として過ごしていた。その後受験勉強を経て、京都学園大学経済学部に進学したが、ここに4年間通っても得るものは少ないと考え、親が入学金を支払った直後に漫才師を目指す事になり芸能界に身を置くために中退した。

### 芸能界入りから漫才ブームへ
高校時代にテレビでB&B（当時は島田洋七と上方よしおのコンビ）の漫才を見て衝撃を受け、漫才師になる事を志し、1974年に洋七と同門になるため島田洋之介・今喜多代に弟子入りし内弟子となる。その後しばらくは洋七の付き人になる一方で、同期の明石家さんまと営業活動を行なったり、しばらく相方を変えながら漫才活動を行うがどれも上手くいかず、さんまから紹介された劇場進行係のスタッフ・松本竜介と1977年に「紳助・竜介」を結成。紳助は徹底的に過去の漫才を研究し、若い世代にターゲットを絞った「ツッパリ漫才」を考案。以降、1980年からの漫才ブームの到来により一気に全国ネットのスターダムにのし上がった。1980年に結婚。
1980年代前半は1981年に井筒和幸が監督した映画「ガキ帝国」にコンビとして主演。その一方で漫才ブームが次第に沈静化する中、「オレたちひょうきん族」のレギュラー出演やクイズ番組のパネラーなど個人でのタレント活動も多くなり、1985年5月に紳助・竜介は解散した。
自らの趣味である音楽活動などを行う一方で、1985年には「鈴鹿8時間耐久ロードレース」への参戦を目的としてチーム・シンスケを結成した。相当な熱の入れようで、その模様は小説として「風よ、鈴鹿へ」を発表したり、自身司会のトーク番組でもある「CLUB紳助」（朝日放送）などでも度々放送された。さらに前述の「風よ、鈴鹿へ」を元に映画製作を企画し、1991年に自ら脚本および監督として「風、スローダウン」を制作した。レーシング活動は1995年まで約10年ほど活動している。

### 売れっ子司会者として
1980年代後半も吉本興業の東京の本格的進出の足掛かりとして明石家さんまと共にピンでのタレント活動で多忙を極めるが、吉本の東京支社長であった木村政雄のアイデアで、さんまとの差別化を図る目的で、1989年4月に放送を開始した政治討論番組『サンデープロジェクト』（テレビ朝日）の総合司会に抜擢。自分のジャンル外として、当初は固辞していたが、その後2004年まで15年間にわたって総合司会を続けた。特に当時、同番組に出演することが多かった自民党内でも異端的な政治家であった小泉純一郎については自らのコラムでたびたび好意的に言及したり、自らのトーク番組にゲストで招いたりしていた。そのため小泉が自民党の総裁選に出馬した際や自らの公約である郵政民営化については期待を込めていずれも支持した。但し、2007年7月の第21回参議院議員通常選挙では、「今の日本には強力な保守二大政党制が必要」「民主党が政権を取ったときは自民党を応援する」と発言し、大阪府選挙区に民主党から出馬していた梅村聡の応援演説に立った。

#### 1990年代
その間も売れっ子司会者として1990年代は『歌のトップテン』・『EXテレビ』火曜日・『嗚呼!バラ色の珍生!!』（いずれも日本テレビ系）、『新伍&紳助のあぶない話』（関西テレビ・フジテレビ系）、『開運!なんでも鑑定団』（テレビ東京系）、また関西ローカル番組として『クイズ!紳助くん』（朝日放送）『紳助の人間マンダラ』（関西テレビ）など数々の冠番組および人気番組の司会を担当した。特に1991年から始まった春秋の改編期の特別番組の『オールスター感謝祭』（TBS系）の総合司会については、初の大型番組司会を無事にこなした事に初回放送終了後に兄弟子の島田洋七によくやったと褒められたと言う。同番組の総合司会は2011年の芸能界引退まで20年続けた。
1998年の7月には、『朝まで生テレビ!』で同番組としては異例の「紳助と語ろう!中学生はいま」をテーマに司会進行を務めた。

#### 2000年代
2000年代に入っても『松本紳助』・『行列のできる法律相談所』・『人生が変わる1分間の深イイ話』（いずれも日本テレビ系）、『クイズ!ヘキサゴンII』（フジテレビ系）、『世界バリバリ★バリュー』（毎日放送・TBS系）などのヒット番組を総合司会として長年レギュラー出演。
またこの頃から、番組の企画としてプロデュース業も手掛けるようになり、関西テレビ『紳助の人間マンダラ』では、吉本のお笑いコンビであるランディーズ、ロザン、キングコングの3組によるアイドルユニット「WEST SIDE」をプロデュース。関西圏ではジャニーズ事務所のアイドル達をも凌駕するほどの人気グループに成長させた。また、島谷ひとみのデビュー曲「大阪の女」も紳助のプロデュースで、同番組からデビューした。
2001年に吉本から「既存のあらゆる漫才の賞を凌駕する新しい漫才コンテストを吉本で作りたいので知恵を貸して欲しい」と頼まれ、漫才コンテスト『M-1グランプリ』を事実上のプロデューサーとして企画やスポンサー集めから携わり、大会委員長として審査員も務めた（同プロジェクトをM-1と名付けたのも紳助）。同番組では数多くのスターを輩出したが、紳助は「惜しまれて終わるのが一番良い」と述べ、2010年で一旦終了させた（その後、紳助引退後の2015年から同番組は復活）。
2004年10月から後述の傷害事件により一時的に芸能活動を自粛。年明けの2005年1月に復帰。
この頃から、タレント業以外に実業家としても活動し、2005年には石垣島にて喫茶店「TOMURU（トムル）」を開店した。同年、雑誌取材が縁で知り合った男性と共同出資で寿司はせ川をオープンし、以降も東京・大阪を中心に多くの飲食店を展開した。
2007年からは、総合司会を務めるフジテレビ『クイズ!ヘキサゴンII』で、Paboや羞恥心といったユニットをプロデュースし、いわゆる「おバカブーム」を作り出し、2009年と2010年には同番組をベースとしたフジテレビ『FNSの日』26時間テレビの総合司会を2年連続で務めた。その中で、FNS局対抗企画として2年連続で開催した三輪車12時間耐久レースで大会委員長を務めた。その一方でバラエティ番組だけではなく2007年の参議院選挙、2009年の衆議院選挙、2010年の参議院選挙の三度にわたって、日本テレビ選挙特別番組『ZERO×選挙』で村尾信尚と共にメインキャスターを務めた。

### 芸能界引退
2011年8月23日、司会を務める『開運!なんでも鑑定団』放送終了直後の22時より吉本興業本社にて記者会見を開き、暴力団関係者との「黒い交際」を理由に芸能界引退を表明した。警察は深い交際があったのではないかと捜査を進めていると報道された。（詳細後述）
週刊現代による暴力団交際報道の記事について、発行元の講談社を名誉棄損で民事裁判による訴えを起こしたが、東京地裁は、複数の建設会社社員らに対する現代側の取材内容について「具体的かつ詳細で、内容に不自然な点はない」と指摘し、「少なくとも記事の重要部分を真実と信じる相当の理由があった」と認め、紳助側の主張を退けた。

### 芸能界引退後
引退後は完全に芸能界から退いている。ただし、芸能マスコミのインタビューに応じることはあり、その度に明確に復帰を否定している。また、東野幸治や宮迫博之などの行列ファミリーやmisonoを始めとするヘキサゴンファミリーなど親しい芸能人とはゴルフや食事などで交流を続けており（後述）、明石家さんまや松本人志らも紳助とメールのやり取りをするなどしているという。
2021年時点で最後の公式なマスメディア出演は、2012年1月に本人役として引退前に声のみの出演をした映画『犬の首輪とコロッケと』である。
引退後も定期的に紳助の芸能界復帰の噂が流れ、実際に吉本興業も明石家さんまに相談して本人の意思があればカムバックを準備していたが、結局紳助本人に復帰意思はなかったという。紳助自身も後年応じたインタビューにおいて「僕は芸能界に未練はない」「沖縄での隠棲生活は『精神的にギリギリの苦しさ』やった」などと振り返り、最後に「これからは世界を旅したい。人間生きてるだけで幸せだと思う」と語ると同時に芸能界復帰や政治家転身を否定している。一方で「いつか『テレビに出れる人』になりたい」とも語っており、自身の突然の引退で迷惑をかけた番組スタッフらに償いをしたいという気持ちがあるとし、レギュラー番組などの完全な復帰は否定しつつも、（『行列のできる法律相談所』のスタッフを指して）「彼らから『特番やろう』『BS（の番組）やろう』と言われたなら『1回だけやりたい』」とも述べている。
2014年8月に亡くなった高校の同級生である土建屋よしゆきの通夜に、報道陣を避けて報道陣退去後に訪れ、よしゆきと最後の対面をし、本名の「長谷川公彦」名義で献花をしている。告別式には参列しなかった。
2019年6月、吉本興業の芸人十数名を中心とした反社会的組織への闇営業が各メディアで取り上げられた際、かつて暴力団関係者との交際があったとされた紳助本人が引き合いに出された。その後7月20日に宮迫博之と田村亮が自前での記者会見を開いたこと、22日に吉本興業の岡本昭彦社長の会見が行われたことについて週刊文春のインタビューに応じ、渦中の一人である宮迫と騒動後に会っていたことも語った。
2020年1月13日、misonoのYouTubeチャンネルの動画に紳助が登場し、引退してから初めて映像で公の場に姿を現した。
2023年1月6日、AbemaTVにて放送されたエディオンアリーナ大阪で開催されたボクシングイベント「3150FIGHT vol.4」をリングサイドで観戦した際、主催者の亀田興毅から招待客として名前を紹介され、一瞬ではあるが久々にテレビカメラの前に姿を現した。
2024年10月26日、天満天神繁昌亭で行われた「桂小文枝 芸歴55周年記念大作戦 YOUNG GO!GO!」では、当日のサプライズとして紳助からのお祝いメッセージ動画を流したことを、後日小文枝が明かしている。
2025年5月24日、AbemaTV配信のボクシングIBF世界タイトルマッチ、亀田和毅VSアンジェロ・レオ戦試合前、大会をプロデュースした亀田興毅が「亀田家がバッシングされた時、エールを送ってくれた男がいます」と涙声で紹介され、マイクを持ってリングに上がった。「興毅がしゃべっているのを聞いて、下でもらい泣きしました。亀田家の最終章、絶対に来なあかんと思って。最後まで感動させてください」とエールを送った。

## 人物

### 弟子
弟子に島田まさしらがいる。また弟子ではないが、紳助に弟子入りを申し込んで断られた板尾創路は「130R」の名前を気に入り、紳助の了承を得て「130R」の名前をほんこんと自身のコンビ名にした。

### 趣味・嗜好
1986年から1995年まで、レーシングチーム『チーム・シンスケ』の監督として鈴鹿8時間耐久ロードレースや全日本ロードレース選手権に参戦し、NHKのスポーツ番組でインタビューが放送された。1980年代後半は好景気で、モータースポーツ界は、多くのタレントらを名ばかりの監督に据えたレーシングチームが2輪・4輪を問わず乱立していたが、紳助は自ら企画書を作成してスポンサー企業を回り、レース当日は自分で作戦を立案してライダーやスタッフに指示するなど、他のタレント監督とは完全に一線を画していた。当時の活動を書いた著書『風よ、鈴鹿へ』は、小説ではあるがノンフィクションに限りなく近い作品である。1991年にバイクレースをテーマとした映画『風、スローダウン』の監督をつとめている。
大場政夫に熱烈に憧れ、高校時代に経験しているためボクシングに造詣が深く（1973年京都府高校フライ級1位）、他のスポーツに比べてマイナーなイメージがある事を遺憾に思っている。亀田一家のパフォーマンスや辰吉丈一郎が対戦相手を挑発する行為は、マイナーなボクシングを世間にアピールするための言動であると評している。渡辺二郎と交友歴が長かったが、これがのちに芸能界引退の契機となった。
野球やサッカーについては阪神タイガースの掛布雅之や当時ガンバ大阪の選手であった永島昭浩と仲が良く、度々試合を現地で観戦していたという。
前述の通り、父親が元国鉄職員だった事もあり、自ら「本物の鉄道オタク」と公言しており、テレビ番組などで特技である『東海道本線東京〜神戸駅間全駅暗唱』を披露する事がある。
料理が得意で、『料理の鉄人』に挑戦者として出演し、陳建一と対決した。

### 影響を受けた人物
島田洋七
紳助がテレビでB&B（当時は島田洋七と上方よしおのコンビ）の漫才を見て衝撃を受け「島田洋七を倒す事に俺の青春を賭けよう」と考え、漫才師を目指して同門入りしたと言う。紳助は二年間、金魚のふんのように洋七について回り、B&Bの漫才を徹底的に研究した。紳助は「結局何もしてないのに勝手に倒れた」と語るが、その後も洋七を自らの番組に呼んだり、洋七の小説『佐賀のがばいばあちゃん』の二度の映画化の際にいずれも友情出演している。
ダウンタウン
紳助はNSCの講師として招かれ、その時にダウンタウンの漫才を見て、そのテンポの遅さと漫才スタイルに衝撃を受け、これで客に受けるのなら自分たちの漫才はもう駄目だと悟ったという。実際に1985年の解散時の記者会見で「このままではサブロー・シローやダウンタウンには勝てない」と発言。当時全くの無名だったダウンタウンの名前を出していた。その後もダウンタウンとは何度も番組で共演しており、特に松本人志は著書などで、芸能界で尊敬に値する数少ない人物の一人として紳助を挙げている。
上岡龍太郎
若い頃より関西のテレビ・ラジオの番組で共演が多かった。紳助は芸や司会について多くを学び、上岡を師と仰ぐほど心酔していた。上岡が芸能界引退を決めた際には「芸能界での道標を失ってしまう。引退を考え直してくれ」という旨の手紙を送るほどだったという。上岡の芸能界引退での2000年3月の「鶴瓶上岡パペポTV」の最終回の際に飛び入りで収録に参加した。上岡の引退後も2004年の自らの不祥事の際に身の振り方を相談していたと言う。

## 不祥事

### 傷害事件
2004年10月25日、朝日放送の社内で『クイズ!紳助くん』の収録前、吉本興業女性社員に対して暴行事件を起こし、全治1週間の頸椎捻挫を負わせた。
被害女性は大阪府警大淀警察署に診断書を提出し、10月28日付で傷害容疑で告訴し、重く見た吉本興業は11月4日まで紳助を謹慎処分とした。期間中のレギュラー番組は各局とも収録した日付などの字幕を挿入して通常通り放送したが、『行列のできる法律相談所』は例外的に緊急生放送として放送し、東野幸治が代理司会を務めた。
11月4日に大阪府警大淀署は紳助を「加害者」として傷害罪の疑いで書類送検。検察は略式起訴を請求し、大阪簡易裁判所で「罰金30万円」の略式命令が下され、正式裁判が請求されずに有罪が確定した。
これを受けて、紳助は11月4日までとしていた芸能活動自粛期間を無期限に延期すると表明し、11月8日放送の『キスだけじゃイヤッ!』（読売テレビ）を最後にテレビから姿を消した。被害者から「芸能界を辞めて」と引退を要求されていたもののそれには応じず約2か月謹慎した後、年明けの2005年1月2日に生放送された『行列のできる法律相談所』で復帰。同番組にて復帰の挨拶と事件について謝罪した。

### 芸人「東京03」恫喝事件
2009年10月3日にTBSで生放送された「オールスター感謝祭'09秋」において、MCをしていた紳助が解答者として出演した東京03に対し本番前に挨拶がない、やる気なさげな態度に見えたという理由で胸ぐらをつかみ「お前らなめてんのか。潰してやる！」と恫喝した。この事件についてビートたけしが現場にいた関係者に話を聞いたところ、胸ぐらをつかんだだけでなく実は殴っていたということも暴露した。また東京03側は紳助へ本番前に挨拶をしなかった理由について「感謝祭は参加人数が多いためそれが逆に（紳助に対し）迷惑になると思って挨拶を控えた」と語った。後に紳助と東京03は和解している。

### 枕営業強要疑惑
2021年4月13日、モデル・タレントのマリエがインスタライブにて、18歳のとき番組打ち上げの席で紳助から何度も枕営業の誘いがあったこと、出川哲朗が誘いに乗るよう煽ったこと、誘いを断ったことで、出演していたレギュラー番組を降板させられたことを告発したが、両者とも否定をした。
その後しばらくして、紳助と親交のある東谷義和（ガーシー）が「その現場に居た。両者とも枕営業の誘いは冗談で言っただけで、マリエが過剰に言っている。」と両者を擁護した。だが、両者とも枕営業の誘いについて言っていないと否定していたため、見解の異なる主張にネットでは批判が起こった。

## 暴力団と密接交際発覚で芸能界引退
2011年8月23日19時に吉本興業から「島田紳助に関する緊急記者会見開催」がマスコミ各社に通知され、22時00分から吉本興業東京本部で、紳助および吉本興業社長の大﨑洋らが記者会見し、同日に島田紳助が芸能界を引退すると発表した。
引退事由は、紳助と暴力団関係者との交際が発覚し、けじめを付けるため、自らの意思での引退であるとした。紳助はあらかじめ「軽い言い方で申し訳ない」と前置きしながら、「僕の中では『この程度』なんです。頻繁に密着しているわけではない。『この程度』でも引退になるんだと、後輩に同じ過ちを繰り返させたくない」「自分の中ではセーフと思っていたが、芸能界のルールとしてはアウトだった（指摘されるまで気づかなかった）」「（週刊誌による不法カジノ入店疑惑報道を否定し）嘘を言っていたら、皆さんの前で腹を切る」「僕が何も言わなかったら謹慎処分だったと思います」と語った。時折、涙を交えながらの記者会見は50分程に及んだ。また涙の理由に関しては「引退を決意した際、慰めてくれたり本気で叱ってくれた人の優しさを思い出し涙を流したのであって、引退に対する後悔の涙ではなく、引退を決意してから一度もぶれることがなかった」と述べた。また、引退について妻からは「自分のやりたいようにやったらいいよ。自分の思うように生きてください」長女からは「本当に後悔しないのか。でも、あなたは強運の持ち主だからまた何かを考えるよね」と言われたことを明かした。
吉本興業は、警察から吉本興業に暴力団関係者のメールの中に、紳助とのやりとりがあったという情報が寄せられたことから、8月21日の『行列のできる法律相談所』生放送終了直後に紳助に事実確認をしたところ、事実であることを認めたため引退を決定した。「法的には問題はないが、芸能界のモラルとして、社会的影響力の高いテレビ等に出演しているタレントとしては許されない。社としては厳しい態度で臨むべきだと判断した」と説明した。

### その後の暴力団との交際関連報道
会見翌日以降、一般ニュースも紳助引退のニュースを大きく取り上げた。関係するとされた暴力団関係者の1人は元プロボクサーで引退後はタレント活動も行っていた渡辺二郎で、もう1人は山口組筆頭若頭補佐で山口組系極心連合会会長の橋本弘文であると報道された。渡辺は極心連合会相談役であるとも報じられた。
1998年に『紳助の人間マンダラ』での紳助の発言が基で、右翼団体から関西テレビ本社に頻繁に街宣・抗議がかけられ、紳助は引退を考えるまでに精神的に追い詰められたが、紳助と共演が多く親交があった渡辺が橋本に鎮めるよう依頼して収束して以来、橋本との交流が始まったと報道され、その後橋本に送った手紙や同席写真が、暴力団関係者の警察の家宅捜索の際で発見されたと報道された。
後にはさらに、別の山口組大幹部―山口組のナンバー2と目される弘道会会長・高山清司と見られる人物と肩を寄せ合って写った写真が『フライデー』に掲載されるに至っている。紳助は後述のインタビューの際、これらの写真に関して、「自分のミスだった」「昔に撮った写真で存在を忘れていた」と釈明した上、改めて自身が暴力団と深い関係がないことを強調し、その証拠として「もし深い関係があるなら、自分は逮捕されている」と主張している。
2011年9月2日、週刊新潮が島田紳助が暴力団関係者・渡辺二郎に送ったメールを実名で公開。その中には伊東美咲や森泉など女性タレントの実名や接待目的のためと思われる評価、余興で派遣しようとしていた吉本の芸人の実名が書かれていた。
2011年9月5日、週プレNEWSの取材に対し大阪府警の暴力団捜査エキスパートは島田紳助は「大阪府暴力団排除条例」では暴力団関係者に利益を供与したとして暴力団関係者認定されていると話している。
2011年9月6日、日刊SPA!の取材に対し元暴力団組織の幹部は、「紳助の引退の原因は土地問題。オレらの業界じゃぁ、誰もが知っている事実だから話してもええよ」と語った。紳助と橋本会長との関係について「土地の売買を巡って、ビジネス上の付き合いがあったのに、それをひた隠しにしている」と指摘。紳助は購入した、大阪と沖縄の競売でトラブル抱えており、その処理を橋本会長周辺に頼んでいたと話した。
年が明けた2012年1月4日、吉本興業社長の大﨑が記者会見で、紳助に対して「いつの日か、私達吉本興業に戻ってきてもらえるものだと信じております」「私達は彼の才能を惜しむものであります」「これは吉本興業の全社員、全タレント、全芸人の思いです」と紳助の芸能界復帰を希望する発言を行った。『週刊ポスト』2012年5月25日号によると、この会見の翌日に吉本興業には抗議の電話が殺到したと報じられた。吉本興業側が紳助の復帰を熱望する理由については、「紳助の抜けた穴が想像以上に大きく、若手芸人で埋めるのは無理だったことに加え、経営状態も決して盤石とは言えず、“稼ぎ頭”に早く戻ってきてほしいという切実なる本音」としている。大﨑の発言後、週刊誌等のメディアは紳助の芸能界復帰説を書き立て、臆測での具体的な復帰プランについて報じる週刊誌なども出ている。
2012年8月に紳助は大﨑と会談し、頑なに「復帰はしない」と主張していたことが報じられた。
2012年10月30日、「週刊現代」が11年10月15日号で「切っても切れない『島田紳助と暴力団』」「紳助、あんたはヤクザだ」と紳助が不動産取引の場に暴力団を同席させているなどしており、吉本興業は暴力団との関係を知りながら契約していたと報じた記事について島田紳助と吉本興業が訴訟を起こした判決で島田紳助の請求を棄却する一方、吉本興業への110万円の支払いを講談社に命じた。暴力団との同席について「取材で得た情報の信用性は高く、真実と信じる相当の理由があった」として違法性を認めなかったが吉本興業に絡む部分については「極道の世界の一員と知りながら紳助と契約していた」という記述について「社会的信用を低下させた」と判断した。これを受け週刊現代編集部は「実質勝訴と考えている」とコメントした。
2023年6月1日、現代ビジネスが独自ニュースとして町田のカフェで発砲事件を起こした鈴木組員が所属していた極粋会の山下会長と紳助が親しくしていたとして「極粋会」トップ山下会長と島田紳助の全文メールを複数公開。「（橋本）会長心配です！ ほんま警察むかつきますね！ 昨夜山下頭の夢見ました。会われたらよろしくお伝えください」など、紳助が山下会長について送信したメールは10通近くあるという。
大阪府警の元暴力団担当刑事は極心連合会や極粋会の名前が出ると、やはりあの紳助のメールが話題になるという。理由として山下会長は近い将来、山口組の執行部入りが有望とされる人物で紳助がヤクザと根深い関係だからと話した。

### 芸能関係者・政界その他各界からのコメント
紳助はダウンタウンの登場が自らに漫才を諦めさせ、紳竜解散を決意するきっかけとなったため、自分が芸能界を辞める際はまず友人関係にある松本人志に話をすると予てから心に決めていた。紳助は松本に、電話および電子メールにて自身の引退を伝え、それを受け取った松本は「辞めないでください、漫才だけは辞めないでください」と慰留するも紳助の意思は固く、「自分のわがまま、美学を通させてください」と返されたという。松本自身はその後、コメントを発表せずインタビューでも一定の沈黙を保ったが、コメンテーターとして出演している『ワイドナショー』（フジテレビ）において、2013年10月21日に「僕は全然戻ってきてもいいと思う」、2014年5月4日に「僕はずっと言ってるんですけど、紳助さんに戻ってきてほしいんですよ」と紳助の復帰を望む発言を繰り返している。紳助は親交が深い和田アキ子にも引退を報告しようとしたが、和田は海外旅行中で電話が繋がらなかったことを記者会見で明かしている。和田は帰国後、「弟のように可愛がっていたのに残念」と語った。
ロンドンブーツ1号2号・田村淳は「吉本興業の尊敬する先輩の1人が引退されること、ただただ残念でなりません。僕が司会の仕事をするようになった時に紳助さんの番組を沢山見て、勝手に学ばせてもらってました…中々一緒に仕事をする機会が少なかったですが、まだまだ勉強させてもらいたかったです」と語った。
ナインティナインの岡村隆史は、病気で休養していた間、毎日メールで連絡をとっていた先輩が紳助であり、「常に自分を気にかけてくれた、ただただ熱く後輩想いの良き先輩、戻ってきて欲しい」「任命された『THE MANZAI 2011』の司会をやり遂げたい」と語った。
紳助プロデュースによるユニット「羞恥心」がきっかけでブレイクした上地雄輔は自身の公式ブログで、「しんすけさんは、誰がなんと言おうと、何を言われようとオイラの父ちゃんです。「お父ちゃん」なんて書いてまた不謹慎て書かれても報道されても、間違いなく大事な大事なオイラの父ちゃんは父ちゃんです。あの人はそんなすごいスーパーマンです。ただオイラはオイラの大好きな人の笑顔と、きれいな涙を何があろうと、守ると決めたらズェッテーに守ります。文句があんならどーかほっといて」とコメントした。それ以外にも紳助の番組に出演した芸能人はブログやテレビ番組で引退を惜しむコメントを出した。
同期の明石家さんまは、紳助の引退に理解を示し、「帰ってきたって良いんですよ」「引退する気持ちは物凄い分かる。疲れてくるんですよ。いろんなことに。僕も何度もやめようと思った」とコメントを残している。一方、「紳助は同期で親友の間柄だが、本人から連絡は来ず会社からの報告で引退を知った」、「一番の友達というイメージであろう自分に記者が詰めかけるだろうと予想していたが、1人たりとも取材が来ず落胆した」とギャグにしており、本人は紳助に「やめないでくれ」と泣いたり、面白コメントを残す用意をしていたらしく、記者会見を開くつもりだったとして笑いを取っている。公には「（仕事が増えて）嬉しいわ」「本人とは連絡とっていない。あいつは法律で決まっているかのように大事な話は一切せえへんねんな」「あいつが辞めたことで、仕事が増えるやろ。（引退の真相を）俺が調べてラジオで言うわ」とコメントする。紳助引退後は、『行列のできる法律相談所』の特番時に「スペシャル司会者」を務めるが、現在でも紳助の名前を出して笑いを取っている。
ビートたけしは、過去にトラブルがあっても全て自己解決してきたといい、「タレントとしてそういうのを上手くやって逃げるのも本人の芸だって言ってるんだけど、紳助は逃げる芸がなかった」「紳助が悪いのは、一番肝心な『ヤクザにモノを頼む』っていう大失敗をしでかしたこと」などと語った。引退報道直後に放送された『たけしが鶴瓶に今年中に話しておきたい5〜6個のこと 其のII』の冒頭で、引退問題について笑福亭鶴瓶と「紳助を引退というかたちではなく、半年間謹慎にさせて、その復帰後に暴力団に関するネタを話していけば良いのではないか」と提案し、たけしはインタビュー後にしばらくマスコミに追い掛け回されたことについて「紳助の気持ちがわかった」とも吐露した。
やしきたかじんは「歯切れが悪い。メールくらいでは吉本は切らない」と、記者会見で語られた以上の事実があるのではないかとの見方を示した。また、かつて紳助のタレントとしての才能を見出した大橋巨泉は、「（在住している）カナダでは、限られた情報しか手に入らない」「反社会的勢力との交際は、公人としてはまずい」とした上で、「『引退』には反対」「『1年間の謹慎、休養』くらいが妥当ではないのか」「これからが面白いと思っていたのに、残念でならない」と過去に自らが才能を見出した紳助の引退を惜しんだ。
『行列のできる法律相談所』に出演して以降に政治家へ転身した者のうち、大阪府知事の橋下徹は「紳助さんの番組がなければ知事になれなかった」「非常に残念であり、（引退会見を見て）つらかった」「バラエティーの世界で、宝であるのは間違いない」とし、紳助にメールで「お疲れ様でした」とねぎらいの言葉を送り紳助からは「ありがとう」という返信が来た事を述べたが、自身の立場上、暴力団関係者との交際は「暴力団追放の旗振りを僕がしている以上、寛容にはなれない。紳助さんが判断されたことは、正しい判断だと、僕は思っている」と述べた。参議院議員の丸山和也は「綺麗事で腑に落ちない。響かないワンマンショーだった」「『どこが悪いんですか』と突っ張って開き直るべきだった」「そうしないから『他に理由があるのかな』『先手を打ったのかな』と思ってしまう」「『後輩に示しがつかない』『僕の美学』と、お涙頂戴の世界にするのは逆にカッコ悪い」と評した。

### テレビ各局への影響
紳助の引退で、出演番組の放送についての対応はテレビ局毎に分かれた。共通していることは、引退後に収録された番組でトーク、ナレーターなどで紳助に関連する内容に触れる場合、紳助の実名を伏せて「あの人」「前任者」「大物司会者」などに言い換えて放送した。石橋貴明や松本人志、今田耕司、岡村隆史らが紳助を連想させる言葉として、「ステキやん」を用いているほか、先述の上地のブログから引用して「お父ちゃん」という言葉も使われている。
紳助の引退に伴い、2011年8月24日以降に放送予定だった紳助が出演していた収録済みだった番組はいずれもお蔵入りとなり、紳助出演番組VTRの資料映像や、CSチャンネルでの再放送などの二次使用が原則できなくなった。再放送では、紳助がゲスト等で出演した回は避けているが、『オレたちひょうきん族』などレギュラー・司会として毎回出ていた番組はリピート再放送を打ち切っている。『ひょうきん族』のメインはたけし・さんまであるが、紳助もこの2人に次ぐ番組の主要メンバーであり、「ひょうきんベストテン」の司会を終始一貫して務めていたことから、ほぼ毎回出演していたため打ち切りとなった。しかし、ひょうきん族・ヘキサゴン・M-1グランプリなどDVD化された商品の回収は行われておらず、現在もCD・DVDショップ・ネットサイトでの購入や、レンタルビデオ店で貸し出しは可能である。また、地上波で資料VTRとして使用する際は、紳助の顔や姿が極力映りこまないように編集して放送されており、発言部分も音声が消されているが相槌程度の声が入ることはあった。しかし、時間が経つにつれて二次使用の制限が多少緩和され、『開運!なんでも鑑定団』は、2013年11月12日の『1000回記念スペシャル』及び2019年4月30日（いずれもテレビ東京系他同時ネット局の放送日）の『平成最後のお宝鑑定スペシャル』で紳助司会時代の映像、2015年10月12日にTBSテレビで放送された『伝説のドラマ&バラエティー全部見せます!夢共演も大連発SP』では『ヤングおー!おー!』出演時の映像や写真（特に出演者による野球チームの写真では氏名も記載されていた）がモザイク処理なしで、2018年5月20日にMBSテレビで放送された『明石家さんまが語り継ぎたい 愛すべきレジェンド芸人20人』でも紳助・竜介時代や引退前の番組映像が、2025年3月30日に放送された『行列のできる（法律）相談所』の最終回での生オークション企画内のVTRでカンボジアプロジェクトについて語るシーンがそれぞれ使用されるなど、二次使用される例も多くなった一方、2022年9月29日にフジテレビで放送された『私のバカせまい史』で『クイズ!ヘキサゴンII』のVTRが使われた際にはオープニングタイトルの背景のスタジオの引きの画に映る紳助にモザイクがかけられるなど局によっては未だに映像が解禁されていない事も多い。
詳細な情報は、各番組の記事を参照のこと。

### 放送継続
開運!なんでも鑑定団
「番組内容に問題があったわけではない。お宝の鑑定自体が番組のメインで、紳助さんありきの番組ではない」と放送継続を早期に決定し、8月27日に代理MCとして今田耕司を起用して9月13日放送分までの3回分が収録された。以降の司会進行役は未定とされていたが、2011年9月14日にテレビ東京は今田を後任のMCにすると発表した。
行列のできる法律相談所
8月最終週分の放送を中止し、代替番組（直前番組『世界の果てまでイッテQ!』の特別編）が放送された。8月29日に番組の存続が日本テレビから発表された。9月以降は所長（MC）を変え、9月4日放送分の所長代理（MC代理）を東野幸治に決定し収録が行われた。その後は東野と後藤輝基（フットボールアワー）が隔週交代で所長（MC）を務めている。2012年1月から再放送が再開されている。（2025年3月30日をもって最終回となった）
人生が変わる1分間の深イイ話
8月最終週は代替番組（直後番組『しゃべくり007』の特別編）が放送され、その後は引き続き羽鳥慎一の司会で放送された。番組内で紳助の肩書きだった「スペシャルコメンテーター」は週代わりゲストで対応して番組が放送された。2012年10月から今田耕司が「スペシャルコメンテーター」に固定され、放送が続けられた（2022年3月21日をもって最終回となった）。
オールスター感謝祭
引退から約1ヶ月後の2011年10月1日に放送が予定されていたが、引退直後は放送自体が一旦白紙となった。その後リレーによる総合司会で開催することが決定したが、当日の放送まではメンバーを発表せず、その状況を逆手にとって「総合司会不在で番組最大のピンチ」「新総合司会は誰なのか!?」といった番組宣伝CMを流し、当日の事前番組でも島崎和歌子が新総合司会について打ち合わせをする模様を放送した。本編の放送内で登場とともに発表され、今田耕司・田村淳・東野幸治が交代で総合司会を務めた。2012年春からは今田が正式な2代目の総合司会に就任している。

### 放送終了
紳助社長のプロデュース大作戦!
当初、番組内で紳助を除いて最高位「部長（司会補佐）」の陣内智則が「社長（司会進行）」に昇格して放送継続すると報道されたが、9月中の放送休止および10月以降の放送は未定との発表を経て、9月7日に『サンケイスポーツ』の取材で「紳助が企画を立てるという番組の特性上継続はできない」として番組終了を認め、8月16日放送分をもって打ち切り、赤坂サカスで開催されていたイベント『夏サカス2011〜笑顔の扉〜』の番組ブースは8月28日の会期終了を前に8月24日で閉鎖となり、番組内のプロジェクトとして宮古島で経営していた民宿も9月25日で営業を終了した。
民宿の支配人として宮古島に滞在していたデンジャラス・ノッチ夫妻の動向が『中居正広の金曜日のスマたちへ』9月30日分「夫婦波乱万丈」で放送された。2011年11月1日からナインティナインを起用した『もてもてナインティナイン』が始まり、番組内企画の1つであった「お見合い大作戦」も続行した。
クイズ!ヘキサゴンII
引退発表翌日8月24日および翌週8月31日は代替番組が放送された。当時開催中だった『お台場合衆国』の番組イベントは、8月31日の会期終了を前に8月24日に中止となった。
9月2日にフジテレビは、7日は藤本敏史（FUJIWARA）とつるの剛士で、14日は品川祐（品川庄司）と上地雄輔の代理総合司会で放送すると発表し、3日に収録された。それ以降の放送に関しては、放送の継続に関しても五分五分としていたが、2011年9月14日の『日刊スポーツ』の報道において、『プロデュース大作戦!』と同じく紳助抜きで番組を維持するのが困難と判断され、9月28日放送の最終回（当日は、里田まい・小島よしお・misonoが交代で総合司会を担当）を以って終了した。2011年内は特番および代替番組を放送し、2012年1月から新番組として代替番組としても数回放送された『おじゃマップ』を開始した。なお、元々発売が決定していた番組発アルバム『WE LOVE ヘキサゴン 2011』は同年11月23日に予定通り発売されたが、同アルバム購入者による投票という形式で企画予定していた、ヘキサゴンファミリーによる総選挙（AKB48選抜総選挙のパロディ）は中止となった。
クイズ!紳助くん
2011年8月29日放送分からレポーター集団「なにわ突撃隊」を前面に出し、「熱血!なにわ突撃隊スペシャル」として放送されていた。収録済みだった8月29日・9月5日・9月12日放送分はロケパートのみに編集し、9月19日・26日放送分に関しては名場面集となっている。騒動発生早々に「打ち切り内定第一号」とする報道もあったが、放送局は放送継続に関して2011年8月30日時点で検討中としていた。しかし朝日放送は2011年9月20日に打ち切りを正式決定し、特番は9月26日に終了した。後番組は『ナイトinナイト』火曜に放送されていた『ごきげん!ブランニュ』が2011年10月31日から移動して放送され、同番組枠は火曜日に移動して2011年11月1日から雨上がり決死隊が司会を務める『雨上がりのやまとナゼ?しこ』 が始まった。
これ以外に紳助が出演予定だった特別番組が多数あったが、いずれも放送中止もしくは代替出演者を立てるなどの対応が行われた。例えば『THE MANZAI 2011』は計画の白紙が一時報じられたものの、その後予定通り開催された。紳助が務める予定だった「大会審査委員長」は代役を置かず空席となり、紳助に代わる番組の顔としてビートたけしが「大会最高顧問」として出演した。2015年から復活したM-1グランプリにおいても、紳助が務めていた「大会審査委員長」は空席となっている。
引退時点で唯一のCM出演だった三浦工業は、引退後の24日にCM放送打ち切りを決定した。

## 演じた俳優
- 高山トモヒロ（舞台「吉本百年物語 アンチ吉本・お笑いレボリューション」2013年）
- 金井勇太（Netflix「Jimmy〜アホみたいなホンマの話〜」2018年）
- 粗品（霜降り明星）（誰も知らない明石家さんま第9回 2023年） - ドラマパートでは「（さんまの）超有名同期芸人」として紹介されたが、スタジオでさんまが「あれは完全に紳助」と認めた[76]。

## 引退時点での出演番組

### レギュラー番組
- 行列のできる法律相談所（日本テレビ/2002年 - 2025年 ）[77]
- 人生が変わる1分間の深イイ話（日本テレビ/2008年 - 2022年）[77]
- クイズ!紳助くん（朝日放送/1993年 - 2011年）
- 紳助社長のプロデュース大作戦!（TBS/2010年 - 2011年）[77]
- 開運!なんでも鑑定団（テレビ東京/1994年 - ）[77]
- クイズ!ヘキサゴンII（フジテレビ/2005年 - 2011年）[77]

### 単発・不定期番組
- ZERO×選挙（日本テレビ/選挙実施時に放送/2007年 - ）
- 行列のできる芸能人通販王決定戦（日本テレビ/不定期特番/2008年 - ）
- 世界1のSHOWタイム〜ギャラを決めるのはアナタ〜（日本テレビ/不定期特番/2010年 - 2014年）
- 紳助・徳光の一枚の写真（九州朝日放送/年1回特番/2010年・2011年）
- オールスター感謝祭（TBS/春・秋の年2回特番/1991年 - ）[77]
- お坊さんがズバリ!解決!紳助の駆け込み寺（TBS/「スパモク!!」枠にて不定期特番/2011年）
- THE MANZAI 2011（フジテレビ）※審査委員長として出演を予定していた

### CM
- 三浦工業（2001年 - 2011年）[78]

## 引退より前に終了した出演番組
※コンビでの出演作は島田紳助・松本竜介の項を参照のこと。

### バラエティ番組
- でたがりサンデー45（名古屋テレビ）
- ひょうきん予備校（フジテレビ/1986年10月-1987年9月）
  - ひょうきんミニ放送局（フジテレビ/1987年10月-1988年2月）
- 歌のトップテン（日本テレビ/1987年4月-1990年3月）
- TVハッカー（フジテレビ/1987年4月-9月）
- テレビ見たとこ勝負!（毎日放送/1987年10月-1988年3月）
  - 紳助・ケントの世界がお呼びです!（毎日放送/1988年4月-1990年9月）
- 紳助のMTVクラブ→CLUB紳助（朝日放送/1988年4月-1996年9月）
- クイズ!!体にいいTV（日本テレビ/1988年10月-1989年9月）
- クイズ仕事人（朝日放送/1988年10月-1991年3月/『クイズ!紳助くん』の前身番組）
  - クイズバトルロイヤル待ったあり!（朝日放送/1991年4月-9月/同上）
- サンデープロジェクト（テレビ朝日・朝日放送/1989年4月-2004年3月まで出演。番組は2010年3月まで続いた）
- 紳助のとんでもいい夢（日本テレビ/1990年4月-10月）
- 青春!島田学校（TBS/1990年4月-1991年9月）
- 新伍&紳助のあぶない話（関西テレビ/1990年10月-1996年6月）
  - カジノザウルス（関西テレビ/1996年7月-1997年3月）
- EXテレビ 火曜日（読売テレビ/1990年4月-1994年3月）
  - 紳助のサルでもわかるニュース（読売テレビ/1994年4月-1997年9月）
  - キスだけじゃイヤッ!（読売テレビ/1997年10月-2006年3月）⇒以後はスペシャル番組として放送。
  - 芸恋リアル（読売テレビ/2006年4月-2007年7月）
  - 今夜はシャンパリーノ（読売テレビ/2007年7月-2008年2月）
- 紳助の人間マンダラ（関西テレビ/1991年4月-2002年3月）
  - 太っ腹!紳助ファンど（関西テレビ/2002年）
- クイズ!当たって25%（TBS/1991年10月-1992年3月/『オールスター感謝祭』の原型番組）
- 日立 地球トライアル（日本テレビ/1991年10月-12月）
- ダウトをさがせ!（毎日放送/1992年4月-1993年9月）
  - ダウトをさがせII（毎日放送/1994年10月-1995年2月）
  - ダウトをさがせR（毎日放送/1995年2月-6月）
- HEARTに聞け（TBS/1992年4月-1993年9月）
- クイズ どんなMONだい?!（日本テレビ/1992年4月-1994年3月）
- ムーブ・島田弁護協会（TBS/1992年10月-1993年3月/『沼島の春よふたたび!お見合い大作戦』はこの番組から誕生）
  - ムーブ・テレビ進学塾（TBS/1993年5月- 9月）
- 迫って!GABURI。（毎日放送/1993年10月-1994年3月）
- 嗚呼!バラ色の珍生!!（日本テレビ/1994年10月-2001年3月）
- BLT（読売テレビ/1995年10月-1996年）
- コロンブスのゆで卵（TBS/1996年4月-1997年9月）
  - おしえてアミーゴ!!（TBS/1997年10月-1998年3月）
  - 特捜!芸能ポリスくん（TBS/1998年4月-1999年3月）
- ウォンテッド!!（フジテレビ/1998年4月-1999年3月）
  - 走れ!!しあわせ建設（フジテレビ/1999年4月-8月）
  - すけスケシルバ（フジテレビ/1999年10月-2000年3月）
- 熱血!島田塾〜おれたちホンキ宣言〜（テレビ朝日/1999年4月-6月）
  - 激マジ!!〜ティーンのホンネ〜（テレビ朝日/1999年7月-12月）
  - びっくりハンター〜運命の月曜日〜（テレビ朝日/2000年1月-9月）
- 松紳（広島テレビ/2000年10月-2003年3月・日本テレビ/2003年4月-2006年3月/ダウンタウンの松本人志と共演）
- ザ! キャッシュマン（フジテレビ・関西テレビ/2001年4月-8月）
  - B.C.ビューティー・コロシアム（フジテレビ/2001年10月-2003年9月。2004年から放送開始したスペシャル版には第1回のみ出演し、以後は降板した）
- クイズ!ヘキサゴン（フジテレビ/2003年4月-2005年10月）
- 世界バリバリ★バリュー（毎日放送/2003年4月-2008年3月）
  - 明日使える心理学!テッパンノート（毎日放送/2008年4月-9月）
- 謎を解け!まさかのミステリー（日本テレビ/2003年10月-2006年3月）
- 島田検定!! 国民的潜在能力テスト→島田検定SUPER!!（TBS/2005年4月-2006年2月）
  - アスリート応援TV! ニッポン!チャ×3（TBS/2006年4月-2007年2月）
- 美味紳助（テレビ朝日/2007年4月-9月）
  - 女神のアンテナ（テレビ朝日/2007年11月-2008年8月）
- 一攫千金!日本ルー列島（フジテレビ/2008年4月-2009年2月）
  - ホンネの殿堂!!紳助にはわかるまいっ（フジテレビ/2009年5月-2010年9月）
- クイズ世界はSHOW by ショーバイ!!（日本テレビ/逸見政孝の代理司会）
- 全国高等学校クイズ選手権 事前番組（日本テレビ/1987年-1996年）
- TV-JACK（朝日放送）
- 夢々夢中組（毎日放送）
- 紳助の狼が来た〜（読売テレビ）
- スーパークイズスペシャル（日本テレビ）
- おとうさんの時間（NHK総合テレビ）
- プロ野球珍プレー・好プレー大賞（フジテレビ）
- 島田紳助がオールスターの皆様に芸能界の厳しさ教えますスペシャル!（読売テレビ）
- 1995年度ミス・ユニバース日本代表選出大会（朝日放送/1994年12月7日/板東英二と共に司会）
- 第28回全日本有線放送大賞（読売テレビ/1995年11月25日/坂本冬美と共に司会）
- ザ・ディール（TBS/不定期特番）
- 恐怖の食卓（フジテレビ/不定期特番）
- FNSの日26時間テレビ2009 超笑顔パレード 爆笑!お台場合宿!!（フジテレビ/総合司会）
- FNSの日26時間テレビ2010 超笑顔パレード 絆 爆笑!お台場合宿!!（フジテレビ/総合司会）
- ザ・爆笑王 2010春 激突!夢のベストテン（日本テレビ）
- M-1グランプリ（朝日放送 / 年1回特番、2001年 - 2010年）

### テレビドラマ
- あっちこっち丁稚（1975年4月6日〜1983年9月18日放送、朝日放送）
- 花の駐在さん（1976年〜1984年10月7日放送、朝日放送）
- 恋のかけら-大阪物語-（1980年3月9日放送、関西テレビ）- 主演[注 7]。
- 春の訪問者 ミセスとぼくとセニョールと!〜夢飛行〜（1980年9月17日〜1981年2月11日放送、毎日放送）
- 影の軍団II（1981年10月6日〜1982年3月30日放送、関西テレビ）
  - 第22話「甲賀忍法・必殺の賭け」（1982年3月2日放送）
- 幕末青春グラフィティ 坂本竜馬（1982年11月16日放送、日本テレビ）- 沢村惣之丞 役
- ドラマ人間模様（NHK）
  - 夕暮れて（1983年） - 平野実 役
- 木曜ファミリーワイド
  - マザコン刑事の事件簿 湖の幽霊ホテル・「お客さん今晩は…」娘たちはまた消えた！（1983年3月3日放送、フジテレビ）
- 鉄矢のとんからりん（1983年4月3日〜9月放送、テレビ朝日）
- 赤い足音（1983年6月22日〜7月27日放送、毎日放送）
- 花王名人劇場
  - 現代夫婦事情(2) たそがれなんて恐くない!（1984年9月23日放送、関西テレビ）
- 女殺油地獄 （1984年9月29日放送、NHK）
- 幕末青春グラフィティ 福沢諭吉（1985年2月11日放送、TBS）- 岡っ引き黒崎 役
- 月曜ワイド劇場
  - 酔いどれカラオケ女医者 ネオン街の診療室、母がわが娘の妊娠中絶!（1985年3月11日放送、テレビ朝日）
- 月曜ドラマランド
  - おさわがせ剣士 赤胴鈴之助（1985年7月8日放送、フジテレビ）
- 好色一代男 世之介の愛して愛して物語（1986年1月1日放送、TBS）
- アナウンサーぷっつん物語（1987年4月6日〜5月11日放送、フジテレビ）
  - 第5話「女性の美しさと友情」（1987年5月4日放送）
- 子連れ家政婦アッコさん（1988年3月25日放送）
- 海岸物語 昔みたいに…（1988年4月6日〜6月22日放送、TBS）- 郷原進 役
- 土曜ドラマスペシャル
  - 風よ、鈴鹿へ（1988年11月5日放送、TBS）※自伝小説をドラマ化。チーム・シンスケが「8耐」に挑戦する話で紳助も実名で登場。第28回日本テレビ技術賞奨励賞受賞（録音）作品。
- ドラマ23
  - ビートたけし殺人事件（1989年1月16日〜1月19日放送、TBS）
  - 紳助・典子の新婚物語（1989年4月3日〜4月6日放送、TBS）
- 火曜スーパーワイド
  - くどき屋ジョー（1989年6月6日放送、テレビ朝日）
- 花王ファミリースペシャル
  - 花のお江戸探偵団！（1990年4月29日放送、関西テレビ）
- 吉本最後の日!? （1992年10月8日放送、読売テレビ）
- 新・部長刑事アーバンポリス24（朝日放送）
  - 第247回「消えた浪花のモーツァルト」（1995年10月14日放送）
  - 第426回「愛と哀しみの果てに…」（2000年1月8日放送）
- 佐賀のがばいばあちゃん（2007年1月4日放送、フジテレビ）
- 金曜プレステージ
  - 実録！和田アキ子物語（2008年6月20日放送、フジテレビ）

### テレビアニメ
- サザエさん（フジテレビ）
  - 作品No.6204「おんせん宿は花ざかり」（2009年7月26日放送）※26時間テレビのスペシャル企画。民宿の主人役でゲスト出演。

### CM
- ブルーレット（1986年/小林製薬）
- ナムコ『さんまの名探偵』
- ナムコ『デジタル・デビル物語 女神転生』
- 1988年、アシックス
- 日清焼そばU.F.O.（1989年）
- 誌上対談（1989年/日産自動車）
- キリンラガービール（1990年/麒麟麦酒）[79]
- C1000タケダ（1990年/武田薬品工業）
- 1991年-1992年/大信販（現：アプラス）
- 吟生（1992年/サントリー）[80]
- 不老林（メイグイファ/1994-1995年/資生堂）
- アーモンド・チョコレート（1994-1995年/江崎グリコ）
- 中央出版（1994年 - 2009年）[81]
- 関西風味（1995-1996年/麒麟麦酒）
- ボンゴ・フレンディ（1995年/マツダ）
- NEXT（1998年/フィリップモリス）
- NTTパーソナル関西
- 伊藤ハム（2005年）
- ジョージア（2006年1月）
- 大塚食品「マンナンヒカリ」（2009年10月 - 時期不明）
- 毛髪クリニックリーブ21（2006年12月 - 時期不明）：和田アキ子と共演。

### ラジオ番組
- 紳助のワイTBSラジオが好きやねん（TBSラジオ/1982年）
- 島田紳助のスーパーギャング（TBSラジオ/1988年4月-1989年4月）
- 島田紳助のおっと危ない!東京ばくだん小僧（ニッポン放送/1985年10月-1986年4月）
- ハイヤングKYOTO土曜（京都放送/1982年4月 - 1985年9月、1985年10月 - 1986年10月（パート1〔前半〕担当））[2]
- MBSヤングタウン木曜（毎日放送/1984年4月-1987年8月）[2]

### ゲーム
ファミリーコンピュータ
- さんまの名探偵（1987年/ナムコ）本人役

劇中で「紳助言うたらやくざや。どつきかえされるで」と言われている。
3DO
- 爆笑!!オール吉本クイズ王決定戦（1995年/吉本興業株式会社マルチメディアプロデュース）司会

PlayStation/セガサターン
- 爆笑!!オール吉本クイズ王決定戦DX（1995年/吉本興業株式会社マルチメディアプロデュース）司会

PlayStation 2
- TBSオールスター感謝祭 Vol.1 超豪華!クイズ決定版（2003年/ハドソン）司会
- TBSオールスター感謝祭2003秋 超豪華!クイズ決定版（2003年/ハドソン）司会

ニンテンドーDS
- クイズ!ヘキサゴンII（2010年/バンダイナムコゲームス）本人役
- 行列のできる法律相談所（2010年/バンダイナムコゲームス）本人役

体感ゲーム
- オールスター感謝祭 超豪華!クイズ決定版 赤坂5丁目体感スタジオ!（2004年/エポック社）司会

## 書籍
- 紳助の青春の叫び PART5（1980年11月、レオ企画）
- 風よ、鈴鹿へ（1991年7月、小学館） ISBN 978-4-09-363291-1
- 風が、止まる時（1990年9月、小学館）ISBN 978-4-09-363292-8
- こんな僕でよかったら（毎日新聞社）
- 「いつも心に紳助を」シリーズ（毎日新聞社）
  - いつも心に紳助を（1994年10月、小池書院）ISBN 978-4-620-31030-5、ISBN 978-4-88315-737-2
  - 新 いつも心に紳助を（1996年11月）ISBN 978-4-62-031144-9
  - いつも心に紳助を ファイナル（1997年5月）ISBN 978-46-2031174-6
- ラスト・ラン〜おっさんたちの青春が終わった〜（1995年8月、小学館） ISBN 978-4-09-363293-5
- 紳助のH・愛・ジョーク（1995年9月、毎日新聞社） ISBN 978-4-620-31076-3, 1998年4月 小池書院 ISBN 978-4-88315-781-5
- メッセージ（1996年3月、毎日新聞社）ISBN 978-4-620-31106-7
  - 紳助の「メッセージ」 たった一回の人生やもん!（同上の本、1999年4月、小池書院）ISBN 978-4-88315-789-1
- えせ田舎暮らし（1997年9月、KTC中央出版）ISBN 978-4-87758-053-7
- 知識ゼロからの金儲け（2000年6月、幻冬舎）ISBN 978-4-87728-970-6
- ぼくの生きかた（2001年3月、KTC中央出版）ISBN 978-4-87758-205-0
- 天下の廻りモノオカネの正体（2001年6月、幻冬舎）ISBN 978-4-344-40115-0
- いつも風を感じて（2004年11月、KTC中央出版） ISBN 978-4-87758-335-4
- ご飯を大盛りにするオバチャンの店は必ず繁盛する -絶対に失敗しないビジネス経営哲学-（2007年5月、幻冬舎新書）ISBN 978-4-344-98038-9
- ニッポンを繁盛させる方法』（共著：東国原英夫、2007年11月、角川書店）ISBN 978-4-04-710121-0
- 自己プロデュース力（2009年9月、ワニブックス） ISBN 978-4-84-701819-0
- 島田紳助100の言葉（2011年2月、ヨシモトブックス）
- 写真集『日本の美しい女子高生』（撮影：戦場カメラマン渡部陽一、2010年12月15日、ヨシモトブックス/ワニブックス）ISBN 978-4-8470-4341-3
- 南の島（わたせせいぞう、2010年7月22日、講談社）ISBN 978-4-06-364835-5

松本人志と共著
松本紳助（2002年1月、ワニブックス） ISBN 978-4-8470-1415-4
裏松本紳助（2002年11月、ワニブックス）ISBN 978-4-8470-1473-4
哲学（2003年3月、幻冬舎）ISBN 978-4-344-40332-1
松紳（2004年7月、ワニブックス）ISBN 978-4-8470-1559-5

## 映画
- じゃりン子チエ（1981年4月11日公開/東宝＝東京ムービー新社）- マサル 役(声の出演)
- ガキ帝国 （1981年7月14日公開/ATG）- リュウ役 ※映画初出演、スクリプター
- ガキ帝国 悪たれ戦争（1981年9月12日公開/東映）※友情出演
- マンザイ太閤記（1981年11月28日公開/松竹＝東京ムービー新社）- 織田信長 役(声の出演)
- 次郎長青春篇 つっぱり清水港 （1982年12月28日公開/松竹）- 森の石松 役
- 逃がれの街（1983年10月15日公開 /東宝＝日本テレビ、田中プロ）- 米倉 役
- 唐獅子株式会社（1983年12月17日公開 /東映）-赤いネクタイの男 役
- 瀬戸内少年野球団（1984年6月23日公開/ヘラルド・エース）- 正木二郎 役
- 櫂（1985年1月15日公開 /東映）- 竹市 役
- ビッグ・マグナム 黒岩先生（1985年4月13日公開/東映）- 天堂大吾郎 役
- 星くず兄弟の伝説（1985年6月15日公開 /「星くず伝説」プロジェクト）-「ひょうきんベストテン」司会
- 童貞物語(1986)（1986年2月15日公開/東映）- トラック運転手 役
- ゴルフ夜明け前（1987年12月5日公開/東宝）- 桂小五郎 役
- 死霊の罠（1988年5月14日公開/ジョイパックフィルム）- 原田 役
- 現代仁侠伝（1997年11月8日公開/東映）- 佐々木 役
- 佐賀のがばいばあちゃん（2006年6月3日公開/ティ・ジョイ）- スポーツ用品店店主 役 ※友情出演
- 島田洋七の佐賀のがばいばあちゃん（2009年4月25日公開/ジョリー・ロジャー）- 長谷川先生 役 ※友情出演

### 脚本・監督
- 風、スローダウン（1991年11月23日公開 /東映/石田靖主演）

### Vシネマ
- 新・童貞物語2 Close to you あなたのそばに （1991年/バンダイビジュアル）
- 殺しやPAZUZU （2000年/ミュージアム）

## 受賞歴
- 第1回 日本映画批評家大賞 新人賞（映画「風、スローダウン」）
- 第17回おおさか映画祭 新人監督賞（映画「風、スローダウン」）
- 卒煙大賞（2004年、過去にthe brilliant greenやaikoらが受賞した賞）

## 音楽活動
- 1981年頃、自身がボーカルを務める「SHINSUKE-BAND」（ギターを弾けない村上ショージ、ベース・Mr.オクレ）として活動。
  - 「時間だけがロックンロール」（1981年。作詞も）
  - 「東京コミュニケーション」（作詞。紳助バンド）
- 1982年 「い・け・な・い・お化粧マジック」（明石家さんまとデュエット）
- 1990年には「島田紳助&バスガス爆発楽団」を結成
- 「がってん承知ノ介」（「もーれつア太郎」オープニングテーマ）
作詞：山口のばら、作曲・編曲：つのごうじ
- 「ニャロメのROCK」（「もーれつア太郎」エンディングテーマ）
作詞：園部和典、作曲：古田喜昭、編曲：つのごうじ
- 1991年、ダウンタウンが紳助作詞・作曲の「えっ!さよなら」（自身が1983年に自主制作盤で発表）をカバー。シングル「生きろ・ベンジャミン」のカップリングおよびアルバム『万力の国』に収録。
- 『クイズ!ヘキサゴンII』による音楽ユニットなど、様々な歌手・ユニットに楽曲提供を行っている。『ヘキサゴンII』発ユニットの楽曲に関しては「ヘキサゴンファミリー」を参照。
- WEST SIDE - ランディーズ、ロザン、キングコング
2001年デビュー。『紳助の人間マンダラ』の企画から。
- RYOEI
インディーズ時代からバックアップを続け、2009年にメジャーデビュー。
- 新選組リアン
2009年デビュー。『人生が変わる1分間の深イイ話』の企画から。
- ビーチボーイズ
2011年デビュー。『紳助社長のプロデュース大作戦!』の企画から。
- 高原兄「風よ、鈴鹿へ」（1988年）
- オール巨人・中條かな子「FURIN」（1994年）
- 島谷ひとみ「大阪の女」（1999年）
- 香田晋「おかあさん」「南の島〜友へ〜」（2006年）
- ユウキ「アブラゼミ」（2008年）
- 崎本大海「サヨナラ」（2010年）
- レギュラー「信じる気持ち」（2010年）
- 渡り廊下走り隊「ギュッ」「手のひら」「ゴメンナサイ」（2010年） - AKB48の派生ユニットで、秋元康と共同プロデュース。秋元が紳助の番組にゲスト出演した際に秋元からの依頼により実現。
- アグネス・チャン「あの丘で」「僕らには翼がある〜大空へ〜」（2010年）